# Igor Rurikovič
Igor Rurikovič byl vládce Kyjevské Rusi v letech 912–945.
Byl podle některých letopisů synem varjažského vládce Novgorodu Rurika. Někteří historici se však domnívají, že varjažská vláda v Kyjevě po odchodu Olega na sever skončila a v osobě Igora se dostala k moci nová slovanská dynastie. Tomu odporuje fakt, že Igor je obdobou skandinávského jména Ingvar. Igor však mohl být potomkem Varjaga a slovanské ženy. V každém případě se panovnický rod, který založil, označuje jako Rurikovci (na Rusi vládli do roku 1597, posledním vládnoucím příslušníkem roku byl car Fjodor I. Ivanovič.)
Stejně jako jeho předchůdce zaútočil Igor dvakrát proti Konstantinopoli. Roku 941 šlo o pouhý nájezd nepočetné knížecí družiny, během něhož byly ruské lodě spáleny pod hradbami města pověstným „řeckým“ ohněm. Bojovníci, kteří unikli zkáze, pak vydrancovali Bithýnii na jižním pobřeží Černého moře. O tři léta později shromáždil Igor mohutné varjažsko-slovanské vojsko a najal kočovné Pečeněhy, kteří měli současně napadnout Konstantinopol z pevniny. Byzantský císař Roman I. se o tažení Rusů dozvěděl a poslal jim vstříc svoje nejlepší vyjednavače, kteří měli bojovníkům nabídnout stejný tribut, jaký získal pro svoje vojáky v roce 911 Oleg. Výsledkem jednání bylo uzavření nové smlouvy, která byla sice obdobou předešlé dohody, nicméně její podmínky byly výhodnější pro Byzanc a Rusy v mnohém omezovaly. Pokud chtěli na území říše obchodovat, museli platit clo a kromě toho se zavázali hájit byzantskou pevnost Chersonésos na Krymu před útoky nepřátel.
Ve smlouvě z roku 944 vystupuje kyjevský vládce Igor jako veliký kníže, to znamená první mezi dalšími knížaty východních Slovanů. Sám však používal chazarského titulu kagan (stejně jako jeho nástupci až po Jaroslava Moudrého).
Igor se dále snažil rozšiřovat moc kyjevských knížat na další východoslovanská území a přimět zdejší kmeny k poplatné závislosti. Roku 945 byl zabit při vybírání daní u Drevljanů. Vlády za jeho nezletilého syna Svjatoslava se ujala Igorova žena Olga.